# سعدالله گلمرادی
سعدالله گلمرادی یک داور اهل تاجیکستان است که از سال ۲۰۱۷ در فهرست داوران بین‌المللی فیفا قرار دارد.

## دوران حرفه‌ای

### باشگاهی
وی چند هفته پس از قضاوت در بازی نهایی سوپرکاپ تاجیکستان در مارس ۲۰۱۹، نخستین قضاوت خود در لیگ قهرمانان آسیا در همان سال را نیز داوری کرد.
این نخستین حضور وی در لیگ قهرمانان آسیا بود.

#### مرتبط با ایران
آخرین بازی لیگ نخبگان آسیا ۲۵–۲۰۲۴ در مرحله گروهی بین استقلال تهران و الریان قطر که با پیروزی ۲-۰ استقلال همراه بود و منجر به صعود استقلال به دور حذفی و حذف پرسپولیس شد با سوت سعدالله گلمرادی قضاوت شد.
او همچنین سابقه حضور در اتاق VAR شهرآورد ۱۰۳  تهران را در کارنامه خود دارد.

### ملی
پس از اضافه شدن نام وی به لیست فیفا، نخستین حضور او در مسابقات بین‌المللی جهت قضاوت بازی تیم‌های ملی بزرگسالان، مسابقه مقدماتی جام جهانی بین اردن و نپال در اکتبر ۲۰۱۹ بود.
او سپس در مسابقات قهرمانی زیر ۲۰ سال آسیا ۲۰۲۳ در مارس ۲۰۲۳ قضاوت کرد و پس از آن قضاوت یک بازی گروهی دیگر در قهرمانی آسیای مرکزی ۲۰۲۳ را به عهده داشت. او همچنین سابقه قضاوت در جام ملت‌های آسیا ۲۰۲۴ را در کارنامه دارد.

#### مرتبط با ایران
او سابقه قضاوت بین تیم ملی ایران و افغانستان در مسابقات قهرمانی فوتبال آسیای مرکزی ۲۰۲۳ و ایران و کره‌شمالی در مرحله انتخابی جام جهانی ۲۰۲۶ را نیز در کارنامه دارد.